# Swiss Open Geneva
Le Swiss Open Geneva est un tournoi international de tennis en fauteuil roulant qui se déroule chaque année à Genève, en Suisse. Créé en 1988, il est organisé par l'association Swiss Open Geneva et se déroule sur les courts en terre battue du Tennis Club Drizia-Miremont. Classé parmi les tournois de premier niveau sur le circuit de l'International Tennis Federation (ITF), il attire des joueurs de renom du monde entier.

## Histoire
Le Swiss Open Geneva a été fondé en 1988 par l'association Handisport Genève, sous l'impulsion de la communauté croissante du tennis en fauteuil roulant, notamment grâce à l'engagement de joueurs français actifs dans la promotion de cette discipline. Depuis sa création, le tournoi est devenu une référence sur le circuit ITF et un événement incontournable dans le domaine du sport adapté en Suisse. La tribune de Genève le qualifie de "prestigieux". Un de ses buts est de soutenir l'Association Suisse des paraplégiques (ASP).

## Format et Édition
Le tournoi se joue sur les courts en terre battue du Drizia-Miremont entièrement accessibles aux athlètes en fauteuil roulant. Il comprend trois catégories principales:
- Simple hommes,
- Simple femmes,
- Quads (joueurs atteints de handicaps aux membres supérieurs et inférieurs).

Le prize money total du tournoi est actuellement fixé à 32000$.
L'association Starlette organise également une traditionnelle fondue en faveur du tennis fauteuil.

## Vainqueurs des trois dernières éditions
| Catégories et année | Simple Hommes             | Simple Femmes         | Simple Quads         |
| ------------------- | ------------------------- | --------------------- | -------------------- |
| 2024                | Martín de la Puente (ESP) | Angelica Bernal (COL) | Robert Shaw (CAN)    |
| 2023                | Tokito Oda (JPN)          | Momoko Ohtani (JPN)   | Guy Sasson (ISR)     |
| 2022                | Tokito Oda (JPN)          | Zhenzhen Zhu (CHN)    | Heath Davidson (AUS) |

## Partenaires
Le tournoi est soutenu par plusieurs partenaires, parmi lesquels:
- Fondation BNP Paribas Suiss[4],
- Hôtel Ramada Encore Genève[4],
- Ville de Genève[4],
- Canton de Genève[4],
- Léman Bleu,
- Aéroport de Genève,
- Fondation Foyer-Handicap,
- Uber,
- Fondation Alfred et Eugénie Baur,
- Tennis Club Drizia-Miremont[4],
- Swiss Tennis[4],
- Lotterie Romande,
- Association Suisse de Paraplégiques,
- Fourteen[4]